# Fuck Me I'm Famous
Fuck Me I'm Famous là một loạt các album biên tập nhạc dance điện tử của DJ người Pháp David Guetta. Được phân phối bởi Universal Music Group theo giấy phép độc quyền từ Ministry of Sound của Úc (tới năm 2009), album đầu tiên trong loạt album này được phát hành vào năm 2003.

## Fuck Me I'm Famous(2003)
Album đầu tiên trong loạt album được phát hành vào 1 tháng 7 năm 2003 thông qua Virgin Music. Sau đó, một phiên bản khác của album, bao gồm 1 đĩa CD và 1 đĩa DVD, được phát hành bởi Ultra Records. "Just For One Day (Heroes)", đĩa đơn đầu tiên của album, được phát hành vào ngày 16 tháng 6 năm 2003
1. "Just for One Day (Heroes)" – David Guetta vs. Bowie
2. "Shout" – E-Funk hợp tác với Donica Thornton
3. "Shake It" – Lee Cabrera
4. "Fuckin' Track" – Da Fresh
5. "Satisfaction" – Benny Benassi
6. "Distortion" – David Guetta hợp tác với Chris Willis
7. "Dancing in the Dark" – 4 Tune 500
8. "Heart Beat" – Martin Solveig
9. "Sunshine" – Tomaz vs. Filterheadz
10. "Sometimes – Deux
11. "If You Give Me Love" – Crydajam
12. "Ghetto Blaster" – Twin Pitch
13. "Stock Exchange" – Miss Kittin & The Hacker
14. "Who Needs Sleep Tonight" – Bob Sinclar
15. "Bye Bye Superman" – Geyster
16. "Bucci Bag" – Andrea Doria

DVD tặng kèm bản Đặc biệt
1. "F.M.I.F Compilation 2003" (Compilation Video)

## Fuck Me I'm Famous Vol. 2(2005)
Album thứ hai trong loạt album được phát hành vào 18 tháng 7 năm 2005, và bản mở rộng được phát hành sau đó vào 29 tháng 8 năm 2005, bao gồm 2 CD, với một chút thay đổi về danh sách ca khúc.
1. "Zookey – Lift Your Leg Up" – Yves Larock hợp tác với Roland Richards
2. "Freek U" – Bon Garçon
3. "Most Precious Love" – Blaze hợp tác với Barbara Tucker
4. "Everybody" – Martin Solveig
5. "Pump Up the Jam" – D.O.N.S. hợp tác với Technotronic
6. "Geht's Noch" – Roman Flugel
7. "Not So Dirty" – Who's Who
8. "The World Is Mine" – David Guetta hợp tác với JD Davis
9. "Shot You Down" – Audio Bullys hợp tác với Nancy Sinatra
10. "I Like the Way (You Move)" – BodyRockers
11. "Say Hello" – Deep Dish
12. "In Love With Myself" – David Guetta hợp tác với JD Davis
13. "Miss Me Blind" – Culture Club
14. "Rock the Choice" – Joachim Garraud
15. "Manga" – H Man
16. "Louder Than the Bomb" – Tiga
17. "The Drill" – The Drill
18. "Infatuation" – Jan Francisco and Joseph Armani

Bản Quốc tế
- Đĩa 1

1. "Most Precious Love" – Blaze & UDA, Barbara Tucker
2. "Gabryelle" – DJ Spen & DJ Technic
3. "Yeah" – Steve Angello & Sebastian Ingrosso
4. "Pump Up The Jam" – DONS & Technotronic
5. "Geht's Noch" – Roman Flugel
6. "Not So Dirty" – Who's Who
7. "The World Is Mine" – David Guetta & JD Davis (FMIF Remix)
8. "Miss Me Blind" – Culture Club (David Guetta & Joachim Garraud FMIF Mix)
9. "Rock The Choice" – Joachim Garraud (Sebastian Ingrosso Remix)
10. "Manga" – H-Man
11. "Avalon" – Juliet (FMIF Remix)
12. "Drill" – Drill
13. "In Love With Myself" – David Guetta (Robbie Rivera Remix)
14. "Waiting In The Darkness" – Erick Morillo & Leslie Carter (Harry Romero Remix)

- Đĩa 2

1. "Louder Than A Bomb" – Tiga
2. "We Interrupt This Program" – Coburn
3. "First Day" – Timo Maas (Buick Project Dub)
4. "Wait And See" – Tiefschwarz & Chikinki
5. "Sword Fight" – Lower East Side
6. "It's Magic" – Fat Phaze (Lottie & Serge Santiago's Mix)
7. "Bright Lights Fading" – Slam & Billie Ray Martin
8. "Sweat On The Walls" – John Tejada
9. "Safari" – Andre Kraml & Schad Privat
10. "Du What U Du" – Yoshimoto (Trente Moller Remix)
11. "You Made A Promise" – Shiny Grey (FMIF Mix)
12. "Believe" – Chemical Brothers
13. "Infatuation" – Jan Francisco & Joseph Armani
14. "Fast Track" – De Crecy, Etienne & Super Discount 2
15. "Closer To Me" – Chab & JD Davis

## Fuck Me I'm Famous – Ibiza Mix 2006(2006)
Album thứ ba trong loạt album được phát hành vào 26 tháng 6 năm 2006 qua Virgin Records. Phiên bản quốc tế của album được phát hành vào 10 tháng 7 năm 2006, bởi Ministry of Sound. "Love Don't Let Me Go (Walking Away)", đĩa đơn đầu tiên của album, được phát hành vào 14 tháng 8 năm 2006.
1. "Walking Away" (Tocadisco Radio Edit) – The Egg
2. "Love Don't Let Me Go" – David Guetta
3. "No More Conversation" – Freeform Five
4. "Same Man" (Extended Vocal Mix) – Till West & DJ Delicious
5. "Something Better" – Martin Solveig
6. "Love Sensation" – Eddie Thoenick and Kurd Maverick
7. "World, Hold On – Children of the Sky" – Bob Sinclar
8. "In My Arms" (Tocadisco Remix) – Mylo
9. "Get It On (Summer Love)" – Joe Vannelli hợp tác với Rochelle Flemming
10. "5 in the Morning" – Richard F.
11. "The Rub (Never Rock)" – Kurd Maverick
12. "Dance I Said" – Erick Morillo & Diddy
13. "Toop Toop" – Cassius
14. "Fuck Swedish" – Logic
15. "Teasing Mr. Charlie" – Steve Angello
16. "Time" – David Guetta

Bản Quốc tế
- Đĩa 1

1. "Love Don't Let Me Go (Walking Away)" – David Guetta
2. "Same Man" – Till West and DJ Delicious
3. "Ascention" – Denis Naidanow
4. "Tell Me Why" – Supermode
5. "It's Too Late" – Evermore vs Dirty South
6. "World, Hold On – Children of the Sky" – Bob Sinclar
7. "You're No Good for Me" – Tocadisco
8. "Love Sensation '06" (HI_TACK Burnin' Up Club Mix) – Loleatta Holloway
9. "Banquet" (Phones Disco Edit) – Bloc Party
10. "5 in the Morning" – Richard F.
11. "Otherwize Then" – Steve Angello & Laidback Luke
12. "Teasing Mr. Charlie" – Steve Angello
13. "World Cup" – Kiko

- Đĩa 2

1. "Get It On (Summer Love)" – Joe Vannelli hợp tác với Rochelle Flemming
2. "Save My Soul" – Logic
3. "He Is" – Copyright featuring Song Williamson
4. "Always and Forever" – Chocolate Puma
5. "Luna" – Andy Cato
6. "Transatlantic Flight" (Axwell Remix) – Lorraine
7. "Last Dub on Earth" (Arnaud Rebotini Remix) – Black Strobe
8. "Dance I Said" – Erick Morillo and Diddy
9. "Click" – Steve Angello & Sebastian Ingrosso
10. "Da Hool" – Da Hool
11. "Bleeep!" – Martijn Ten Velden & Lucien Foort
12. "Fucking Swedish" – Logic

DVD tặng kèm bản Đặc biệt
1. "Fuck Me I'm Famous" (Documentary)
2. "Just A Little More Love" (Music Video)
3. "Love Don't Let Me Go" (Music Video)
4. "Just For One Day (Heroes)" (Music Video)
5. "Money" (Music Video)
6. "The World Is Mine" (Music Video)
7. "Time" (Music Video)

## Fuck Me I'm Famous – Ibiza Mix 2008(2008)
Album thứ tư trong loạt album được phát hành vào 16 tháng 6 năm 2008 bởi Virgin Records. Phiên bản quốc tế của album được phát hành vào 28 tháng 7 năm 2008, bởi Ministry of Sound.
1. "Keep On Rising" – Ian Carey hợp tác với Michelle Shellers
2. "No Stress" – Laurent Wolf hợp tác với Eric Carter
3. "Tomorrow Can Wait" – David Guetta & Chris Willis vs. El Tocadisco
4. "Sucker" – Dim Chris
5. "Toys Are Nuts" – Gregor Salto & Chuckie
6. "Move Move" – Robbie Rivera
7. "Outro Lugar" – Prok and Fitch
8. "Delirious" – David Guetta hợp tác với Tara McDonald
9. "Apocalypse" – Arno Cost & Norman Doray
10. "Toca's Miracle" – Fragma
11. "So Strong" – Meck hợp tác với Dino
12. "Pjanoo" – Eric Prydz
13. "Runaway" – Tom Novy hợp tác với Abigail Bailey
14. "Man with the Red Face" – Mark Knight & Funkagenda
15. "Pears" – Federico Franchi
16. "The Rock" – Joachim Garraud
17. "Jack Is Back" – David Guetta

Bản Quốc tế
- Đĩa 1

1. "Tomorrow Can Wait" – David Guetta & Chris Willis vs. El Tocadisco
2. "Sucker" – Dim Chris
3. "Toys Are Nuts" – Gregor Salto & Chuckie
4. "Move Move" – Robbie Rivera
5. "Outro Lugar" – Prok and Fitch
6. "Delirious" – David Guetta hợp tác với Tara McDonald
7. "The One" – Sharam hợp tác với Daniel Bedingfield
8. "3 Minutes To Explain" – Fedde Le Grand & Funkerman
9. "Klack" – Who's Who
10. "What The F***" – Funkagenda
11. "Bleep" – Sandy Vee
12. "Radio" – Felix Da Housecat
13. "Jack Is Back" – David Guetta
14. "Pears" – Federico Franchi
15. "The Rock" – Joachim Garraud
16. "Rock 'N' Rave" – Benny Benassi

- Đĩa 2

1. "Pjanoo" – Eric Prydz
2. "Runaway" – Tom Novy hợp tác với Abigail Bailey
3. "Toca's Miracle" – Fragma
4. "Miracle" – The Frenchmakers hợp tác với Andrea Britton
5. "Golden Walls" – Dahlbäck & Cost
6. "TQ" – Arias
7. "So Strong" – Meck hợp tác với Dino
8. "Caribe" – Tristan Garner Presents Caribe
9. "You" – Steve Harris & Paul Harris
10. "Humanoidz" – Tom De Neef & Laidback Luke
11. "Ring Road" – Underworld
12. "Beautiful Lie" – Keemo & Tim Royko hợp tác với Cosmo Klein
13. "Man with the Red Face" – Mark Knight & Funkagenda

## Fuck Me I'm Famous – Ibiza Mix 2009(2009)
The Ibiza Mix 2009 được phát hành vào 21 tháng 8 năm 2009 qua Positiva Records. "GRRRR" được chọn làm đĩa đơn đầu tiên của album và được phát hành vào 19 tháng 10 năm 2009. Tại Pháp, album được phát hành vào 12 tháng 6 năm 2009, với 1 ca khúc tặng kèm và 1 DVD.
1. "When Love Takes Over" (Electro Extended Mix) – David Guetta hợp tác với Kelly Rowland
2. "Believe" (2009 Remix) – Ministers de la Funk vs. Antoine Clamaran & Sandy Vee hợp tác với Jocelyn Brown
3. "Boom Boom Pow" (Electro-Hop Remix) – The Black Eyed Peas
4. "Leave The World Behind" – Axwell, Sebastian Ingrosso, Steve Angello, Laidback Luke feat. Deborah Cox
5. "Riverside" – Sidney Samson
6. "Day 'n' Nite" (Bingo Players Remix) – Kid Cudi vs. Crookers
7. "Thief" – Afrojack
8. "Let The Bass Kick" – Chuckie
9. "My God" – Laidback Luke
10. "Rockerfeller Skank" – Fatboy Slim vs. Koen Groeneveld
11. "Amplifier" (Club Mix) – F.L.G
12. "Where Is Love" – David Guetta ft Max C
13. "GRRRR" – David Guetta
14. "Cyan" – Arno Cost
15. "The Answer" (Dabruck & Klein Extended Remix) – Joachim Garraud
16. "Times Like These" (Club Mix) – Albin Myers

DVD tặng kèm bản Đặc biệt
1. "F.M.I.F Summer of Love" (Compilation Video)

## Fuck Me I'm Famous – Ibiza Mix 2010(2010)
The Ibiza Mix 2010 được phát hành vào 26 tháng 7 năm 2010, qua Positiva Records.
1. "Gettin' Over You" (Extended Mix) – David Guetta & Chris Willis hợp tác với Fergie & LMFAO
2. "On The Dancefloor" (Extended Mix) – David Guetta hợp tác với will.i.am & apl.de.ap
3. "Rock That Body" – Black Eyed Peas
4. "Flashback" (David Guetta Remix) – Calvin Harris
5. "Louder Than Words" (Extended Short) – David Guetta & Afrojack hợp tác với Niles Mason
6. "I'm In The House" (Sharam Lovefest Remix) – Steve Aoki hợp tác với Zuper Blahq
7. "Rave'n'Roll" – Steve Angello
8. "I'll Be There" – Afrojack & Gregor Salto
9. "Walk With Me" (Axwell vs. Daddy's Groove Remix) – Prok & Fitch
10. "50 Degrees" - David Guetta
11. "The World Is Yours" – Sidney Samson
12. "Who's In The House" (Chuckie Remix) – Chris Kaeser
13. "Put Your Hands Up" – Koen Groeneveld & Mark Knight
14. "Hey Hey" (Riva Starr Paradise Garage Remix) – Dennis Ferrer
15. "Glow" – Cirez D
16. "Strobe" – Deadmau5

## Fuck Me I'm Famous – Ibiza Mix 2011(2011)
The Ibiza Mix 2011 được phát hành vào 18 tháng 7 năm 2011 qua Positiva Records.
1. "Where Them Girls At" (Nicky Romero Remix) – David Guetta hợp tác với Flo Rida & Nicki Minaj
2. "Sweat" (David Guetta & Afrojack Dub Mix) – Snoop Dogg
3. "Rapture" (Avicii New Generation Extended FMIF Remix) – Nadia Ali
4. "Beautiful People" (Felix Cartal Club Mix) – Chris Brown hợp tác với Benny Benassi
5. "Turn Up The Volume" – AutoErotique
6. "Pandemonium" – David Guetta & Afrojack hợp tác với Carmen
7. "Replica" – Afrojack
8. "Little Bad Girl" (Instrumental Club Mix) – David Guetta
9. "Detroit Bounce" – Chuckie
10. "Duel" – Third Party
11. "The Moment" (Steve Angello Edit) – Tim Mason
12. "Bassline" – David Guetta
13. "Lise" – Arno Cost
14. "Sinnerman" – Sean Miller & Daniel Dubb
15. "Doin' Ya Thang" – Oliver

## Fuck Me I'm Famous – Ibiza Mix 2012(2012)
The Ibiza Mix 2012 được phát hành vào 29 tháng 6 năm 2012 bởi EMI Records.
1. "Turn Me On" (Michael Calfan Remix) – David Guetta hợp tác với Nicki Minaj
2. "Can't Stop Me" – Afrojack & Shermanology
3. "Wild One Two" – Jack Back hợp tác với David Guetta, Nicky Romero & Sia
4. "Million Voices" – Otto Knows
5. "Silhouettes" – Avicii
6. "The Veldt" – Deadmau5
7. "Feel So Close" – Calvin Harris
8. "Metropolis" – David Guetta & Nicky Romero
9. "Get Low" – Sidney Samson
10. "Cascade" – Tommy Trash
11. "Greyhound" – Swedish House Mafia
12. "Quasar" – Hard Rock Sofa
13. "Bong" – Deniz Koyu
14. "WTF!?" – Nicky Romero hợp tác với ZROQ
15. "I Can Only Imagine" (David Guetta & Daddy's Groove Remix) – David Guetta hợp tác với Chris Brown & Lil Wayne

## Liên kết khác
- Trang web chính thức của David Guetta Lưu trữ ngày 31 tháng 12 năm 2011 tại Wayback Machine
- Trang web của Anh, với nhiều thông tin về David Guetta Lưu trữ ngày 29 tháng 12 năm 2011 tại Wayback Machine
- (tiếng Pháp) Ibiza Frenchy People: le site des francophones à Ibiza Lưu trữ ngày 7 tháng 12 năm 2018 tại Wayback Machine